# Shika wakashū
Le Shika wakashū (詞花和歌集, Collection de paroles de fleurs), abrégé en Shikashū, est une anthologie impériale de poésie japonaise waka, compilée vers 1151-1154 à la demande de l'empereur retiré Sutoku qui en passa commande en 1144. Elle a été compilée par Fujiwara no Akisuke (1090-1155), un membre de la famille Rokujō. Elle comprend 10 volumes contenant 411 poèmes.
Le Shikashū est la plus courte des anthologies impériales. En dépit de la nature ostensiblement conservatrice d'Akisuke, cette anthologie est assez éclectique et présente une grande variété de poèmes.

## Poètes présents dans l'anthologie
- Minamoto no Kanemasa